# Zingiber salarkhanii
Zingiber salarkhanii là một loài thực vật có hoa trong họ Gừng. Loài này được Mohammed Atiqur Rahman và M. Yusuf miêu tả khoa học đầu tiên năm 2013.

## Mẫu định danh
Mẫu định danh: M.Yusuf & M.A.Rahman 825; thu thập ngày 13 tháng 8 năm 1993 tại đồi Chandranath, upazila Sitakunda, huyện Chittagong, khu Chittagong, Bangladesh. Mẫu holotype lưu giữ tại Hội đồng Nghiên cứu Khoa học và Công nghiệp Bangladesh, Chittagong (BCSIRH).

## Từ nguyên
Tính từ định danh salarkhanii là để vinh danh giáo sư tiến sĩ M. Salar Khan, người sáng lập Phòng mẫu cây Quốc gia Bangladesh, vì những đóng góp và cống hiến xuất sắc của ông trong việc kiểm kê hệ thực vật, thăm dò, thu thập và xác định số lượng lớn các mẫu thực vật.

## Phân bố
Loài này được tìm thấy tại các huyện Moulvibazar, Khagrachari, Chittagong ở Bangladesh. Môi trường sống là sườn và chân đồi với bóng râm một phần, trong các khu rừng nhiệt đới của khu vực đồi núi miền đông Bangladesh.

## Mô tả
Thân lá dài 1,5–2 m. Lá không cuống, hình elip hoặc thuôn dài-hình mác, 45-66 × 13–16 cm, mặt dưới có lông áp ép dài khi trưởng thành; lưỡi bẹ rất ngắn, dưới 0,5 mm, nhẵn nhụi. Cành hoa bông thóc ngắn, không cuống hoặc gần như không cuống, kết đặc, hình trứng, ~8 × 4 cm, màu ánh hồng, mọc từ gốc cây; dạng tổng bao, lá bắc to, rộng, 4-4,5 × 1,5–2 cm, màu ánh hồng, có lông; lá bắc bên trong hình mác, nhọn, 4,5-5,4 × 1-1,5 cm, màu ánh hồng, có lông. Lá bắc con hình trứng ngược-thuôn dài, 4 × 1,8 cm, 3 thùy, gập nếp, màu ánh hồng, có lông. Đài hoa hình ống, dài 2-2,5 cm, 3 răng không đều, chẻ một bên tới trên nửa chiều dài, màu ánh hồng, có lông. Ống tràng hoa dài 3,4-3,6 cm, màu trắng ánh hồng, có lông; thùy 3, gần bằng nhau, hình mác, thùy tràng lưng 3-3,5 × 1,2-1,3 cm, các thùy bên 3-3,3 × 0,8-0,9 cm, có lông, màu hồng sáng. Cánh môi hình trứng, 3 thùy, ~3,2 × 2,5 cm; thùy giữa có khía chữ V ở đỉnh, màu trắng, đốm màu tím, các thùy bên loang lổ màu đỏ và vàng. Nhị hoa cong trên cánh môi; bao phấn gần như không cuống, dài 1,7-1,8 cm, màu vàng; mỏ bao phấn dài ~1–2 cm, màu đỏ. Bầu nhụy 5 × 4 mm, có lông nhung; đầu nhụy cong, có lông rung. Quả nang lớn, hình trứng-thuôn dài, hình tam giác, 5,5-7,7 × 2-2,7 cm, 3 mảnh vỏ, các mảnh vỏ mọng, màu ánh đỏ, bên trong màu đỏ tươi. Hạt thuôn dài, ~7 × 3 mm, màu đen, bao phủ bởi áo hạt dạng sợi màu trắng, sắp xếp thành hàng. Ra hoa tháng 7-8, tạo quả tháng 9-11.
Z. salarkhanii gần giống với Z. roseum, nhưng khác ở chỗ lưỡi bẹ ngắn hơn và 3 thùy của nó; cành hoa bông thóc hình trứng, kết đặc và màu ánh hồng; cánh môi rộng hơn, không viền mép và loang lổ màu; cánh hoa hình mác màu ánh hồng và quả to hơn.